# The Royals
The Royals es una serie de televisión estadounidense de género soap opera que se estrenó en E!  el 15 de marzo de 2015. La serie es creada por Mark Schwahn y protagonizada por Elizabeth Hurley, y está basada libremente en las novelas de Michelle Ray Falling for Hamlet. E! renovó The Royals para una segunda temporada dos meses antes de su debut, y luego para una tercera temporada el 5 de enero de 2016. E! renovó la serie para una cuarta temporada el 16 de febrero de 2017 que se estrenó el 11 de marzo de 2018.

## Sinopsis
Helena es la matriarca de una familia real británica ficticia contemporánea que debe luchar con los dramas familiares tanto comunes como atípicos mientras se encuentra en el ojo público. Los gemelos, el Príncipe Liam y la Princesa Eleanor disfrutan de los placeres hedonistas disponibles para ellos como miembros de la realeza, sabiendo que su hermano mayor Robert tiene la responsabilidad de ser el heredero del trono de Inglaterra. Pero cuando Robert muere, la familia se desorganiza y un afligido Rey Simon teme por el futuro de la monarquía. Inesperadamente, el siguiente en la fila para el trono, Liam debe ajustarse a su nuevo papel mientras navega su atracción hacia Ophelia, la hija estadounidense del jefe de seguridad. Su hermana autodestructiva Eleanor toca fondo cuando su guardaespaldas resulta ser un estafador. Tratando de preservar el statu quo y mantener a la familia real bajo su control, la reina Helena se alía con el hermano de Simon, Cyrus, para preservar su forma de vida a cualquier precio.

## Elenco y personajes

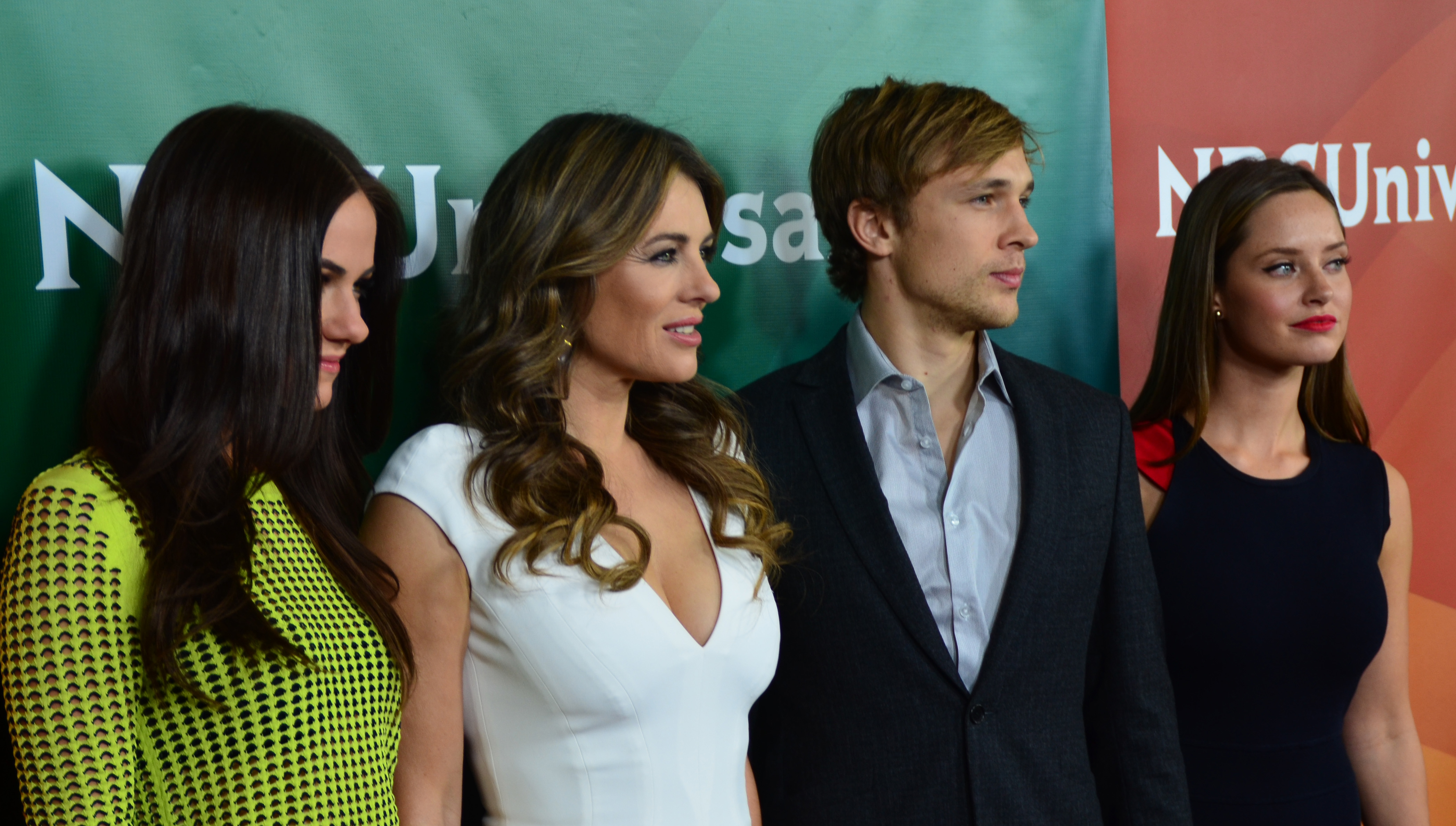
(de izquierda a derecha) Alexandra Park, Elizabeth Hurley, William Moseley y Merritt Patterson en 2015.

| Actor/Actriz                                             | Personaje                            | Temporadas | Temporadas | Temporadas | Temporadas |
| Actor/Actriz                                             | Personaje                            | 1          | 2          | 3          | 4          |
| -------------------------------------------------------- | ------------------------------------ | ---------- | ---------- | ---------- | ---------- |
| Vincent Regan                                            | Rey Simon Henstridge                 | Principal  | Recurrente | Invitado   | Invitado   |
| Elizabeth Hurley                                         | Reina Helena Henstridge              | Principal  | Principal  | Principal  | Principal  |
| William Moseley                                          | Príncipe Liam Henstridge             | Principal  | Principal  | Principal  | Principal  |
| Alexandra Park                                           | Princesa Eleanor Henstridge          | Principal  | Principal  | Principal  | Principal  |
| Jake Maskall                                             | Príncipe Cyrus Henstridge            | Principal  | Principal  | Principal  | Principal  |
| Tom Austen                                               | Sir Jasper Frost                     | Principal  | Principal  | Principal  | Principal  |
| Oliver Milburn                                           | Ted Pryce                            | Principal  | Principal  | —          | —          |
| Merritt Patterson                                        | Ophelia Pryce                        | Principal  | Invitada   | —          | —          |
| Genevieve Gaunt                                          | Reina Wilhelmina "Willow" Henstridge | —          | Recurrente | Principal  | Principal  |
| Max Brown                                                | Rey Robert Henstridge                | —          | —          | Principal  | Principal  |
| Rocky Marshall                                           | James Hill                           | —          | Recurrente | Recurrente | Recurrente |
| Victoria Ekanoye                                         | Rachel                               | Recurrente | Recurrente | Recurrente | Invitada   |
| Lydia Rose Bewley                                        | Princesa Penelope Henstridge         | Recurrente | Recurrente | —          | —          |
| Hatty Preston (temp. 1) Jerry-Jane Pears (desde temp. 2) | Princesa Maribel Henstridge          | Recurrente | Recurrente | —          | —          |
| Andrew Bicknell                                          | Lucius                               | Recurrente | Recurrente | —          | —          |
| Poppy Corby-Tuech                                        | Prudence                             | Recurrente | Recurrente | —          | —          |
| Manpreet Bachu                                           | Ashok                                | Recurrente | Recurrente | —          | —          |
| Scott Maslen                                             | James Holloway                       | Recurrente | Recurrente | —          | —          |
| Simon Thomas                                             | Nigel Moorefield                     | Recurrente | Recurrente | —          | —          |
| Andrew Cooper                                            | Twysden "Beck" Beckwith II           | Invitado   | Recurrente | Invitado   | —          |
| Joan Collins                                             | Gran duquesa Alexandra de Oxford     | Invitada   | Recurrente | —          | Invitada   |
| Thomas Christian                                         | Brandon Boone                        | Recurrente | Invitado   | Invitado   | Invitado   |
| Leanne Joyce                                             | Imogen                               | Invitada   | Recurrente | —          | —          |
| Tom Ainsley                                              | Nick Roane                           | Recurrente | Invitado   | —          | —          |
| Noah Huntley                                             | Capitán Alistair Lacey               | Recurrente | Invitado   | —          | —          |
| Ukweli Roach                                             | Marcus Jeffrys                       | Recurrente | —          | —          | —          |
| Sophie Colquhoun                                         | Gemma Kensington                     | Recurrente | —          | —          | —          |
| Matthew Wolf                                             | Jeffrey Stewart                      | —          | Recurrente | Invitado   | —          |
| Laila Rouass                                             | Rani                                 | —          | Recurrente | —          | —          |
| Stephanie Vogt                                           | Daphne Pryce                         | —          | Recurrente | —          | —          |
| Sarah Dumont                                             | Mandy/Samantha Cook                  | —          | Recurrente | —          | —          |
| Keeley Hazell                                            | Violet                               | —          | Recurrente | —          | —          |
| Ben Cura                                                 | Holden Avery                         | —          | Recurrente | —          | —          |
| Alex Felton                                              | Ivan Avery                           | —          | Recurrente | —          | —          |
| Jules Knight                                             | Spencer Hoenigsberg                  | —          | —          | Recurrente | —          |
| Miley Locke                                              | Sara Alice Hill                      | —          | —          | Recurrente | Invitada   |
| Christina Wolfe                                          | Kathryn Davis                        | —          | —          | Recurrente | Invitada   |
| Tom Forbes                                               | Charles Madden                       | —          | —          | Recurrente | —          |
| Aoife McMahon                                            | Veruca Popperwell, Duquesa de Essex  | —          | —          | Recurrente | —          |
| Toby Sandeman                                            | Príncipe Sebastian Idrisi            | —          | —          | Recurrente | Recurrente |
| Margo Stilley                                            | Harper                               | —          | —          | Recurrente | —          |
| Damian Hurley                                            | Hansel von Liechtenstein             | —          | —          | Invitado   | —          |
| Andrew Steele                                            | Colin Yorke                          | —          | —          | —          | Recurrente |
| Emily Barber                                             | Cassandra Von Halen                  | —          | —          | —          | Recurrente |
| Richard Brake                                            | Earl Frost / Count Bellagio          | —          | —          | —          | Recurrente |

## Episodios
| Temporada | Temporada | Episodios | Emisión original        | Emisión original      |
| Temporada | Temporada | Episodios | Inicio                  | Final                 |
| --------- | --------- | --------- | ----------------------- | --------------------- |
|           | 1         | 10        | 15 de marzo de 2015     | 17 de mayo de 2015    |
|           | 2         | 10        | 15 de noviembre de 2015 | 17 de enero de 2016   |
|           | 3         | 10        | 4 de diciembre de 2016  | 19 de febrero de 2017 |
|           | 4         | 10        | 11 de marzo de 2018     | 13 de mayo de 2018    |

## Producción

### Desarrollo y filmación
En abril de 2013, E! anunció varios proyectos con guion que tenía en desarrollo, entre ellos The Royals, un "drama familiar contemporáneo que está impregnado de toda la opulencia regia de la monarquía británica". 
Se informó en junio de 2013 que E! estaría produciendo los pilotos de The Royals y Songbyrd, que serían los primeros pilotos con guion de la cadena hasta la fecha. The Royals fue seleccionado en marzo de 2014, para ser rodado en el Reino Unido y programado para debutar en 2015. El rodaje de la primera temporada comenzó en Londres en junio de 2014. En agosto de 2014, E! lanzó su primer avance promocional para The Royals. La primera temporada consistió en diez episodios.
En diciembre de 2014, E! anunció que la serie se estrenaría el 15 de marzo de 2015. La cadena anunció más tarde en la gira de prensa de Television Critics Association el 15 de enero de 2015, que la serie había sido renovada para una segunda temporada, dos meses antes de su debut. El vicepresidente ejecutivo de Programación y Desarrollo Original de E!, Jeff Olde, señaló que la producción de la segunda temporada comenzaría en Londres en la primavera de 2015. El rodaje se reanudó oficialmente el 15 de junio de 2015, se estrenó el 15 de noviembre de 2015. El 5 de enero de 2016, E! renovó The Royals para una tercera temporada, que se estrenó el 4 de diciembre de 2016. Varios días antes del final de la temporada tres, la serie se renovó para una cuarta temporada el 16 de febrero de 2017, que se estrenó el 11 de marzo de 2018.
Schwahn fue suspendido de la serie después de la finalización del rodaje de la cuarta temporada el 15 de noviembre de 2017, luego de que acusaciones de acoso sexual contra él por parte de los actores y el equipo de The Royals y su serie anterior One Tree Hill salieron a la luz. Posteriormente fue despedido de la serie el 22 de diciembre de 2017.
La producción utiliza el Palacio de Blenheim como su palacio real de ficción. En la segunda temporada, la producción también se filmó en Allington Castle y Boughton Monchelsea Place en Kent.